# Skrzydło pasmowe

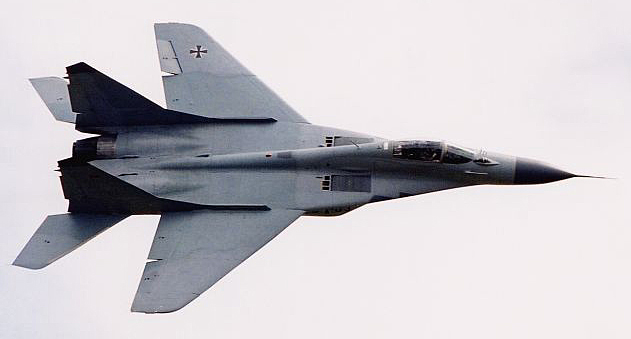
MiG-29 ze skrzydłami pasmowymi

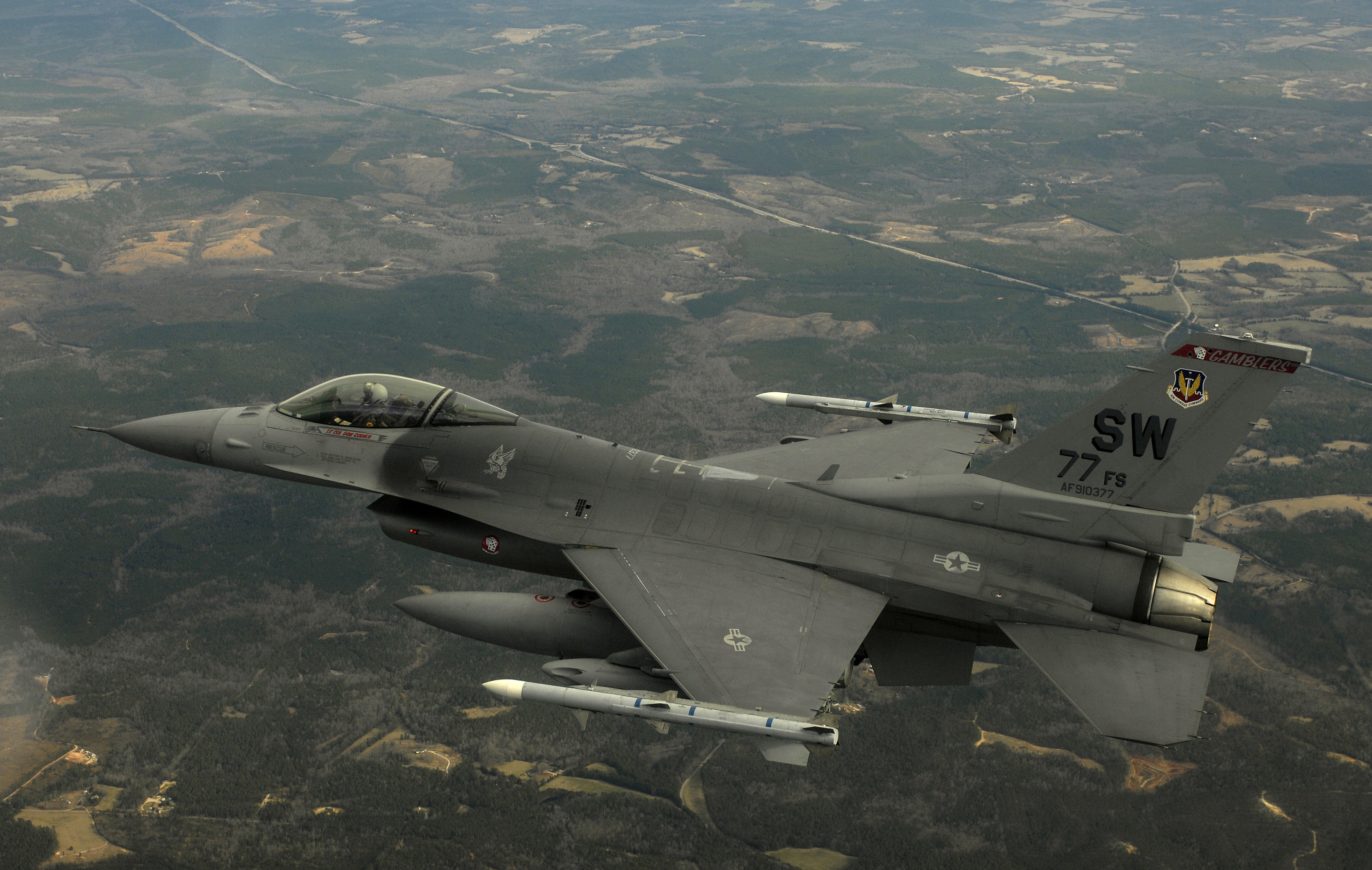
F-16 ze skrzydłami pasmowymi

Skrzydło pasmowe – rodzaj skrzydła używanego w samolotach myśliwskich ułatwiający wykonywanie manewrów przy dużych kątach natarcia. Skrzydło pasmowe jest kombinacją skrzydła trapezowego o zaokrąglonej krawędzi natarcia ze skrzydłem trójkątnym o małym wydłużeniu, ostrej, krzywoliniowej krawędzi natarcia i dużym skosie.
Działanie takiego skrzydła polega na generowaniu przy kadłubowego wiru powietrza, który odrywając się od ostrej krawędzi natarcia skrzydła trójkątnego o dużym skosie indukuje podobne wiry na zasadniczym skrzydle trapezowym. Wiry te mają dużą energię w warstwie przyściennej i opływając skrzydło tworzą obszary podciśnienia zwiększając siłę nośną oraz zapobiegają oderwaniu się strug powietrza przy lotach z dużymi kątami natarcia. Skrzydła pasmowe zapewniają duży współczynnik siły nośnej w bardzo szerokim zakresie prędkości i kątów natarcia zwiększając dzięki temu możliwości manewrowe samolotu.